# Славица Медаков
Славица Медаков је пјесникиња из Мостара.

## Биографија
Рођена је 17. децембра 1976. године у Мостару. Основну школу  завршила је у Љубињу, a гимназију "Јован Дучић" завршaва 1995. године у Требињу. Уписала је студије на ПМФ-У у Новом Саду, међутим дипломирала је књиговодство на Отворененом универзитету у Новом Саду. Била је запослена у више установа. Активно се бави културно-умјетничким радом. Члан је школског одбора у основној школи у Тителу, у одбору АКУД-А "Ружин цвет". Члан је и "Ковиљског културног круга" у Ковиљу и Огранка Српских књижевника у отаџбини и расејању УСКОР у Београду.